# 2 Warszawska Brygada Saperów
2 Warszawska Brygada Saperów im. gen. Jerzego Bordziłowskiego (2 BSap) – związek taktyczny wojsk inżynieryjno-saperskich ludowego Wojska Polskiego.

## Formowanie
Brygada została sformowana w okresie od sierpnia do listopada 1944 w okolicach Włodawy na podstawie rozkazu nr 08 Naczelnego Dowództwa Wojska Polskiego z 20 sierpnia 1944 jako jednostka 1 Armii WP. Od końca stycznia do marca 1945 w podporządkowaniu Szefostwa Wojsk Inżynieryjnych. Dowództwo brygady w tym czasie spełniało rolę Głównego Sztabu Rozminowania Warszawy.
Przysięgę żołnierze brygady złożyli 29 września 1944 we Włodawie. Sztandar, ufundowany przez społeczeństwo Radomia, wręczono 16 kwietnia 1946 w Radomiu.

### Struktura organizacyjna (1945)
Skład
- Dowództwo 2 Brygady Saperów według etatu Nr 012/88
- kompania dowództwa brygady według etatu Nr 012/89
- 24 batalion saperów według etatu Nr 012/109
- 26 batalion saperów według etatu Nr 012/109
- 27 batalion saperów według etatu Nr 012/109
- 29 batalion saperów według etatu Nr 012/109
- zmotoryzowana saperska kompania zwiadowcza według etatu Nr 012/198
- pluton sanitarny według etatu Nr 012/152
- park lekkich przepraw według etatu Nr 012/90
- 3071 Wojskowa Stacja Pocztowa według etatu Nr 014/97W

Brygada liczyła 1382 żołnierzy, w tym: 152 oficerów, 336 podoficerów i 894 szeregowych.
Wyposażenie brygady: 1 park przeprawowy NLP, 1 kuter BMK, 70 samochodów, 483 miny.

## Okres powojenny
W 1946 2 Brygadę Saperów przeformowano w 2 pułk saperów. Do pułku wcielono kadrę i sprzęt rozformowanego 7 zmotoryzowanego batalionu saperów. W grudniu 1947 zmotoryzowano jednostkę. W maju 1951, w ramach realizacji Planu zamierzeń organizacyjnych na lata 1951-1952 na bazie pułku utworzono 2 Ciężką Brygadę Saperów. Brygada stacjonowała w Kazuniu. W 1972 brygada przejęła ponownie nazwę 2 Warszawskiej Brygady Saperów. W 1992 brygadę pozbawiono nazwy wyróżniającej „warszawska” oraz patrona gen. Bordziłowskiego.
W 1994 brygada otrzymała nazwę wyróżniającą – 2 Mazowiecka Brygada Saperów.

## Dowódcy brygady
- płk Borys Giller VIII 1944
- płk Piotr Puzerewski IX 1944–1946
- płk Józef Gołubicki 1946–1953
- ppłk Piotr Łozicki 1953–1954
- ppłk Edward Kozłowski 1954 – 1955[3]
- ppłk Adam Siekierzycki 1955 – 1958
- płk dypl. Tadeusz Sibilski 1958 – 1962
- płk Stanisław Stępniak 1962 – 1964
- płk Jerzy Bauman 1964 – 1967
- płk dypl. Stanisław Seroczyński 1967 – 1970
- ppłk Feliks Jackiewicz 1970 – 1973
- płk dypl. Jan Noszczyński 1973 – 1975
- płk Roman Hibsz 1975 – 1978
- płk dypl. Stanisław Stacholec 1978 – 1980
- płk Leonard Boguszewski 1980 – 1983
- płk dypl. Henryk Tacik 1983 – 1984
- płk dypl. Ryszard Żuchowski 1984 – 1987
- płk dypl. Jan Antosiewicz 1987 – 1991
- płk dypl. Jerzy Suszczewicz 1991 – 1992[4]
- Borys Siemieńczuk[3]

## Ordery i odznaczenia
- Order Krzyża Grunwaldu III klasy – Rozkaz Naczelnego Dowódcy WP nr. 199 z 5 września 1945[5].